# Paul Böttger
Paul Böttger (* 1851 oder 1852 in Heiligenstadt in Oberfranken; † 28. Februar 1933 in Berlin) war ein deutscher Architekt und preußischer Baubeamter.

## Leben
Über Paul Böttgers Ausbildung ist nichts bekannt. 1885 war er als Regierungsbaumeister (Assessor in der öffentlichen Bauverwaltung) im technischen Büro der Bauabteilung beim preußischen Ministerium der öffentlichen Arbeiten in Berlin beschäftigt und wurde zum Landbauinspektor ernannt. 1890 wurde er als Bauinspektor zur Königlichen Ministerial-Baukommission versetzt. 1891 wurde er zum Regierungs- und Baurat ernannt und bekam die Stelle des Vorstehers des technischen Büros der Abteilung für das Bauwesen im Ministerium der öffentlichen Arbeiten. 1893 trat er in die Stelle eines technischen Hilfsarbeiters über und lehrte außerdem bis 1896 als Privatdozent für Technische Einrichtung in Gebäuden in der Abteilung I für Architektur der Technischen Hochschule (Berlin-)Charlottenburg. 1895 wurde er zu preußischen Bezirksregierung in Danzig versetzt, wo ihm der Charakter eines Geheimen Baurats verliehen wurde. 1902 kam er zurück nach Berlin und wurde 1905 Geheimer Oberbaurat und Vortragender Rat im preußischen Landwirtschaftsministerium. Sein besonderes Interesse galt der 1902 gegründeten Deutschen Gesellschaft für Volksbäder, für die er 1906 Jurymitglied beim Architekturwettbewerb um Entwürfe eines Dorfbads wurde. 1917 wurde er zum Wirklichen Geheimen Oberbaurat und 1919 zum außerordentlichen Mitglied der Preußischen Akademie des Bauwesens ernannt.

## Ehrungen
- 1894: preußischer Roter Adlerorden IV. Klasse[10]

## Bauten
- 1891–1892: Institut für Infektionskrankheiten in Berlin (Mitglied des Ausschusses zur Überwachung der Bauausführung und Bauleitung)[11]
- 1891–1893: II. Anatomisches Institut der Universität Berlin (Ausführung zusammen mit Eduard Endell; unter Denkmalschutz)[12][13]
- 1900–1904: Hauptgebäude der Technische Hochschule Danzig (Überwachung der Bauleitung im ersten Baujahr)[14]

## Schriften
- Feuerprobe mit Wänden, Decken und Eisen-Ummantelungen nach Patent Rabitz. In: Centralblatt der Bauverwaltung. Nr. 4, 1888, S. 44–45 (zlb.de).
- Der Fernmessinductor. In: Centralblatt der Bauverwaltung. Nr. 3, 1891, S. 21–23 (zlb.de).
- Das Kochsche Institut für Infectionskrankheiten in Berlin. In: Centralblatt der Bauverwaltung. Nr. 21, 1891, S. 201–203, S. 223–225 (zlb.de).
- Grundsätze für den Bau von Krankenhäusern. In: Centralblatt der Bauverwaltung. Nr. 37, 1894, S. 389–392, S. 403–406 (zlb.de).
- Gedächtnisworte zur Erinnerung an Richard Saran. In: Zentralblatt der Bauverwaltung. Nr. 7, 1925, S. 71–73 (zlb.de).